# انهدوآنا
اِنهِدوآنا (به سومری: 𒂗𒃶𒌌𒀭𒈾)؛ نخستین شاعر شناخته شده‌است. پدر او سارگن بزرگ و مادرش تاشلولتوم بود، وی همچنین خواهر ریموش و منیشتوشو نیز بود. از نظر ادبیات و تاریخ، دانشمندان او را قدیمی‌ترین نویسنده زن و شاعر می‌دانند که بالاترین رتبه از روحانیت در هزاره سوم قبل از میلاد، توسط پدرش، سارگن اکدی به او داده شده بود.
او در سال ۲۳۰۰ قبل از میلاد به دنیا آمد. پس از اینکه پدرش موفق به ایجاد امپراتوری اکد شد به عنوان کاهنه معبد و زیگورات اور که مختص پرستش اینانا بود، منصوب گردید. او در دوران تصدی کاهنی در زیگورات اور تعداد زیادی شعر در ستایش اینانا دارد. او نخستین شاعر ثبت شده تاریخ است. او پس از مرگ در مقبره‌اش در کنار زیگورات اور در سومر دفن شد.
از اشعار معروف او می‌توان به «نین مه سار را» یا شعر در ستایش اینانا و «اینین ساگوررا» یا بانوی بزرگ قلب نام برد. باید دانست که او در دوران بعد از سارگون و در زمان پادشاهی برادرش ریموش، از اور تبعید شد.